# 肉体の罠
『肉体の罠』（にくたいのわな、原題: Lorna）は、ラス・メイヤー製作・監督による1964年のアメリカ映画。脚本はジェームズ・グリフィスが4日で書き上げた。グリフィスはキャストとしても牧師役で出演している。

## 概要
メイヤーにとってはヌードが売りのお気楽お色気コメディから脱却して、初めて取り組んだシリアスな作品で、初の劇的な筋書きを持ったセクスプロイテーションスタイルの映画であった。悲劇的な結末にもかかわらずメイヤー作品の中では最もロマンチックな映画である。バーバラ・ポープジョイを起用した3本の映画の内の最初の1本であり、 映画に合わせてローナ ・メイトランドという芸名が授けられた。メイトランドの3サイズは107(米国Dカップ）-56-91cmであったが、撮影中は妊娠3ヶ月で元々大きかった胸は更に増量していた。
映画は1963年9月に主にカリフォルニア州ロックの町を通る細い目抜き通りで撮影された、メイヤーの初期の田舎町を舞台とする退廃的映画の1つで、初の35mm映画でもあり、それまでに撮った中では最も予算をかけた映画であった。モノクローム作品である。作家で映画監督のウィリアム・ロツラー (William Rotsler) はこの映画に関して、「『肉体の罠』でメイヤーは自らに富と名声をもたらす公式、〜憎悪・欲望・苦痛の頂点に達している人々を描写する〜という公式を確立した。」と書いている。

## あらすじ
ローナ（ローナ・メイトランド）は性的に満たされていない若妻。夫のジム（ジェームズ・ルッカー）は夜遅くまで公認会計士になるための勉強をしている岩塩坑の労働者であった。ローナが川で裸で泳いでいた時、脱走した囚人（マーク・ブラッドリー）に強姦された事により、彼女の抑えつけられていた性的欲求が呼び覚まされる。ローナはジムが働いている間に、その名も知れぬ男を家に招き入れるようになった。職場で妻の美貌と不義を同僚にからかわれ、ジムは早目に帰宅しローナの不貞を発見する…。

## 反響
メリーランド州、ペンシルベニア州、フロリダ州でわいせつであるとして起訴されたが、ドライブインシアターやダウンタウンの映画館で大成功を収め、アートハウスでも上映された。